# Autoritatea de Sănătate Publică
Autoritatea de Sănătate Publică este o direcție din Ministerul Sănătății din România care monitorizează sănătatea publică în România.
ASP este împărțită în direcții locale care corespund județelor, numite „Direcția de Sănătate Publică” (DSP)

## Atribuții
- Evaluează starea de sănătate a populației din teritoriul arondat, identifică principalele probleme de sănătate publică și alocă prioritar resursele spre intervențiile cele mai eficiente în ameliorarea stării de sănătate;

- Evaluează anual strategiile de control selectate prin prisma progresului realizat în ameliorarea stării de sănătate a populației din teritoriu;

- Informează anual autoritățile teritorial administrative (primar, prefect) asupra stării de sănătate a populației și a concluziilor care rezultă din evaluare;
- Autorizează funcționarea unităților medicale și de alimentație publică;
- Controlează respectarea normelor legale de funcționare a unităților medicale și de alimentație publică.